# Fela Perelman
Fela Perelman (Będzin, 20 de julho de 1909 – Salt Lake City, 17 de setembro de 1991) trabalhou para ajudar os judeus na Bélgica durante a Segunda Guerra Mundial. Nascida na Polônia, estudou história na Universidade Livre de Bruxelas. Ela escreveu uma tese de doutorado sobre a Revolução Belga de 1830, que foi publicada pelo Office de Publicité em 1948.
O Comité de Défense des Juifs foi fundado em sua casa em 1942. Perelman dirigiu um centro na Bélgica para crianças judaicas, originalmente uma escola, onde as crianças foram escondidas dos nazistas e dadas a famílias católicas. Também ajudou a estabelecer casas de refugiados belgas após a Segunda Guerra Mundial e ajudou o povo judeu a ir para a Palestina por meio de seu trabalho como funcionária do Mossad. Perelman ajudou e integrou o conselho da Universidade Hebraica de Jerusalém, recebendo da instituição um doutorado honorário; também foi nomeada para o baronage na Bélgica em 1983.
Perelman escreveu o Dans le ventre de la baleine, publicado em 1947. Também escreveu uma novela que levaria para Charles Plisnier, mas perdeu o manuscrito em maio de 1940.
Era casada com Chaïm Perelman.